# Ітажаї
Ітажаі (порт. Itajaí) — муніципалітет в штаті Санта-Катарина, Бразилія. Складова частина мезорегіону Валє-ду-Ітажаї. Входить в економіко-статистичний мікрорегіон Ітажаї. Муніципалітет займає площу 289 км².

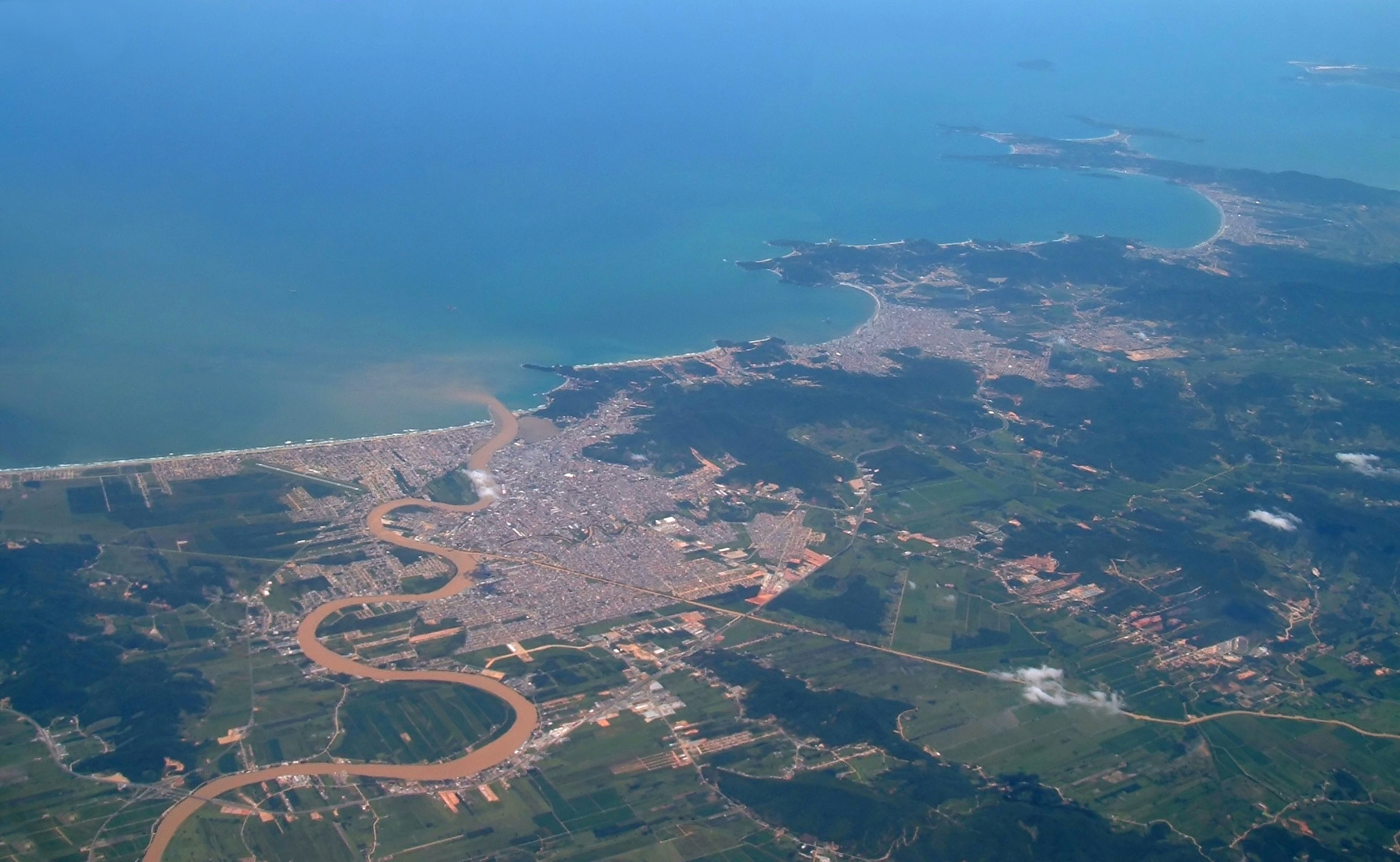
Вид з висоти пташиного польоту на місто Ітажаї і його околиці, включаючи судноплавну річку.

У місті Ітажаі, центрі муніципалітету Ітажаї, на річці, яка має вихід в Атлантичний океан розташований морський порт Ітажаї. У місті також розташовані штаб-квартира найбільшого рибного порту Бразилії і найбільший приватний університет в країні, університет Валє ду Ітажаї (порт. Vale do Itajai).

## Історія
В 1750 португальські колоністи, які прибувають з Мадейри і Азорських островів оселилися в цьому регіоні. У 1823 році тут утворилася село і 31 березня 1833 виник округ.
Місто засноване 15 червня 1860 році.
Колонізація Європейського походження в Ітажаї почалася 1658 року. Наприкінці дев'ятнадцятого століття в місто прибула велика кількість німецьких переселенців та італійських іммігрантів. В муніципалітет Ітажаї досить часто відбувалися великі повені. В 1880 і 1911 році зареєстровано значні повені в Ітажаї, але найвідоміші повені сталися в 1983 році і 1984 році. 22 листопада 2008 відбулася найруйнівна досі повінь (пошкодила більш дев'яносто відсотків території муніципалітету). 9 вересня 2011 знову води річок Ітажаї-Ашу і Ітажаї-Мирин затопили місто, зайнявши сімдесят відсотків його території.

## Географія

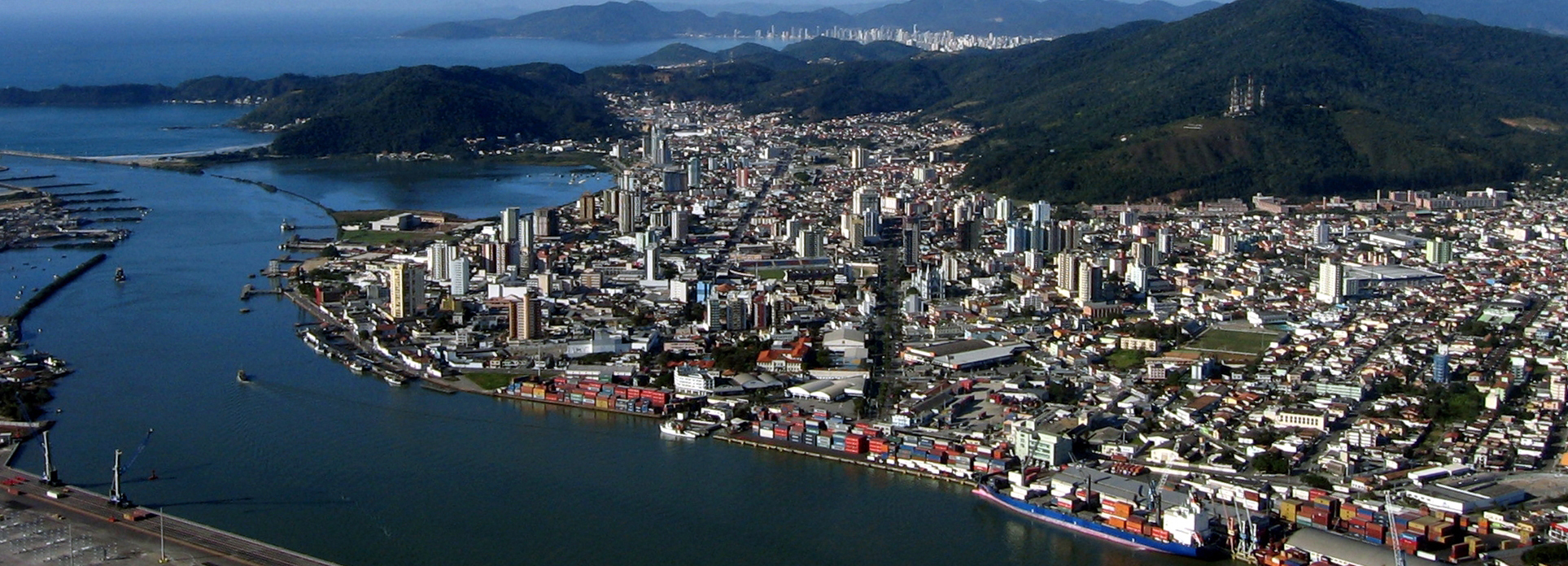
Вид з висоти пташиного польоту на місто і порт Ітажаї.

Муніципалітет Ітажаї займає площу в 289 квадратних кілометрів, включаючи чотирнадцять відсотків міської території та вісімдесят чотири відсотки сільських територій або заповідників. Він розташований на північному узбережжі гирла річки Ітажаї-Ашу.
Муніципалітет Ітажаї межує з муніципалітетами:
- Балнеаріо-Камборіу
- Камборіу
- Бруски
- Гаспар
- Ільота
- Навегантіс

Клімат місцевості - субтропічний. За класифікацією Кеппена відноситься до категорії Cma.

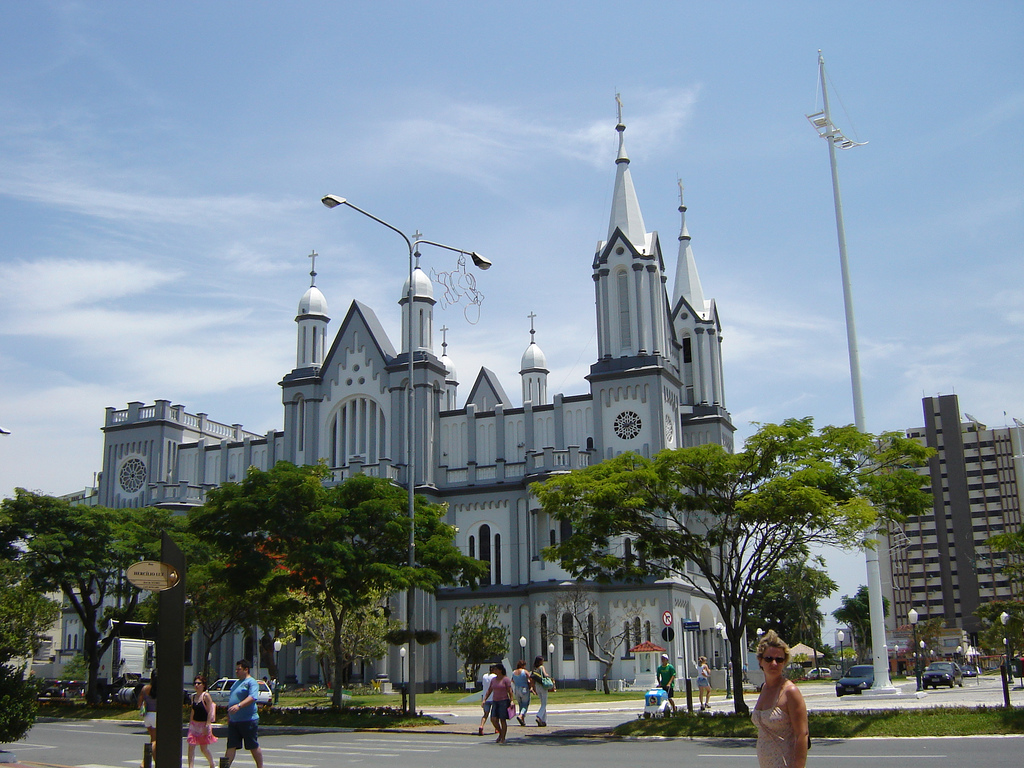
Собор в Ітажаї.

## Статистика
- Валовий внутрішній продукт на 2005 рік становить 5.268.999 реалів (дані: Бразильський інститут географії і статистики).
- Валовий внутрішній продукт на душу населення на 2005 рік становить 31.943,00 реалів (дані: Бразильський інститут географії і статистики).
- Індекс розвитку людського потенціалу на 2000 рік становить 0,825 (дані: Програма розвитку ООН).

## Демографія
Населення становить 163 218 осіб на 2007 рік. Щільність населення - 581,1 чол./км². Більшість населення складають (за спаданням) мешканці німецького, італійського і азорського походження. Суміш німецьких, італійських і португальських культур є важливою віхою міста, хоча є переважання азорського впливу.

## Пам'ятки
- Марежада - свято португалізаціі (в визнану дату висадки перших португальців на узбережжі Бразилії), кулінарії, фольклору та танців. Марежада проводиться щорічно в жовтні місяці.
- Собор - красива сучасна архітектура собору привертає увагу.